# Gülşen (cantant)
Gülşen Çolakoğlu, nascuda Gülşen Bayraktar (AFI: [ɟylˈʃen bajɾakˈtaɾ]; Fatih, Istambul, Turquia, 29 de maig de 1976) és una cantant i compositora turca. Nascuda i criada a Istanbul, es va graduar a l'escola secundària Şehremini. Després d'acabar el batxillerat, Gülşen es va matricular a la Universitat Tècnica d'Istanbul i, al mateix temps, va començar a actuar als bars i més tard va deixar la universitat. El 1995, mentre actuava en un bar, va ser descoberta per un compositor i contractada amb Raks Müzik per al seu primer àlbum d'estudi.
El seu primer disc Be Adam va sortir l'any 1996, i revelà així el seu nom a la indústria musical. Amb tot, després d'aquest començament reeixit va preferir fer una pausa amb la seva carrera professional per a centrar-se en la seva vida conjugal. Posteriorment, el 2004, gràcies al seu quart àlbum d'estudi Of... Of... es va convertir en un èxit a Turquia i un senzill amb el mateix nom que l'àlbum li va fer guanyar tant un Golden Butterfly Award com un Turkey Music Award.
El 2 d'agost de 2022 les autoritats turques la van arrestar sota l'acusació d'incitació a l'odi després que l'artista fes un comentari satiric sobre les madrasses a un videoclip.

## Discografia
- Be Adam (Oh home!) (1995)
- Erkeksen (Si tu ets un home) (1998)
- Şimdi (Ara) (2001)
- Of...Of... (2004)
- Yurtta aşk, cihanda aşk (L'amor al país, l'amor al món) (2006)
- Ama bir farkla (Però amb una diferència) (2007)
- Önsöz (Pròleg) (2009) 250.000+
- Beni Durdursan mı? (2013)
- Bangır Bangır (2015)